# Hot d'or
Hot d'or er en filmpris, der 1992-2001 blev uddelt i diverse kategorier for de bedste værker og præstationer inden for pornofilmens verden. Prisuddelingen fandt sted i forbindelse med den årlige filmfestival i Cannes og fungerede til pressens begejstring nærmest som parodi på denne, hvorfor filmfestivalen fik den stoppet. Priserne blev uddelt af det franske brancheblad Hot Video.